# Lipka (województwo lubuskie)
Lipka – wieś w Polsce położona w województwie lubuskim, w powiecie nowosolskim, w gminie Kolsko.
W latach 1975–1998 miejscowość administracyjnie należała do województwa zielonogórskiego.

## Demografia
Liczba mieszkańców miejscowości w poszczególnych latach:
| Rok  | Ilość mieszkańców |
| ---- | ----------------- |
| 1998 | 198               |
| 2002 | 179               |
| 2009 | 198               |
| 2011 | 182               |
| 2021 | 156               |